# 分界点
分界点是车站、线路所和自动闭塞区间通过信号机的通称。

## 分类
- 有侧线（相对于正线）的分界点为车站。
- 无侧线的分界点为线路所或自动闭塞区间通过信号机。